# Hannah Jahn
Hannah Jahn (* 2. November 1998) ist eine deutsche Basketballspielerin.

## Karriere
Hannah Jahn stammt aus Gotha. Im Alter von acht Jahren begann sie beim 1. FC Kaiserslautern mit dem Basketballspielen, seit der Saison 2014/15 kam die 171 Zentimeter große Flügelspielerin im Oberliga- und Regionalliga-Team der Kaiserslauterer zum Einsatz. Nach einem Probetraining gab der Bundesliga-Verein TV Saarlouis Royals im Juni 2017 ihre Verpflichtung bekannt. In der Saison 2017/18 war Jahn mit einer Doppellizenz ausgestattet und für beide Vereine spielberechtigt. Unter Coach Hermann Paar kam sie am 3. Oktober 2017 für die Royals gegen den TK Hannover zu einem Kurzeinsatz und feierte somit beim 71:50-Heimerfolg ihr Debüt in der 1. Damen-Basketball-Bundesliga. Bereits kurz nach Saisonbeginn erkrankte Jahn langwierig und konnte im weiteren Saisonverlauf nicht mehr eingesetzt werden. Seit November 2018 fällt sie aufgrund einer schweren Knieverletzung erneut bis Saisonende aus.
Nach der Knieverletzung hing Hannah Jahn ihre Basketballschuhe vorerst an den Haken. Während ihres Studiums an der Universität Witten/Herdecke fing sie im Unisport wieder an Basketball zu spielen. Daraus entwickelte sich das Mixed 3x3 Team Wit(t)ness Greatness, mit dem sie erfolgreich zu den Medimeisterschaften 2023 angetreten ist. So wurde das Team vor 32.000 Menschen das Beste von 52 Basketballteams. Hannah Jahn wurde mit Cajus Grau, Amelie Storz, Luca Herman, Luis Omidi und Alexander Tecklenborg zum Medimeister '23 im Basketball.

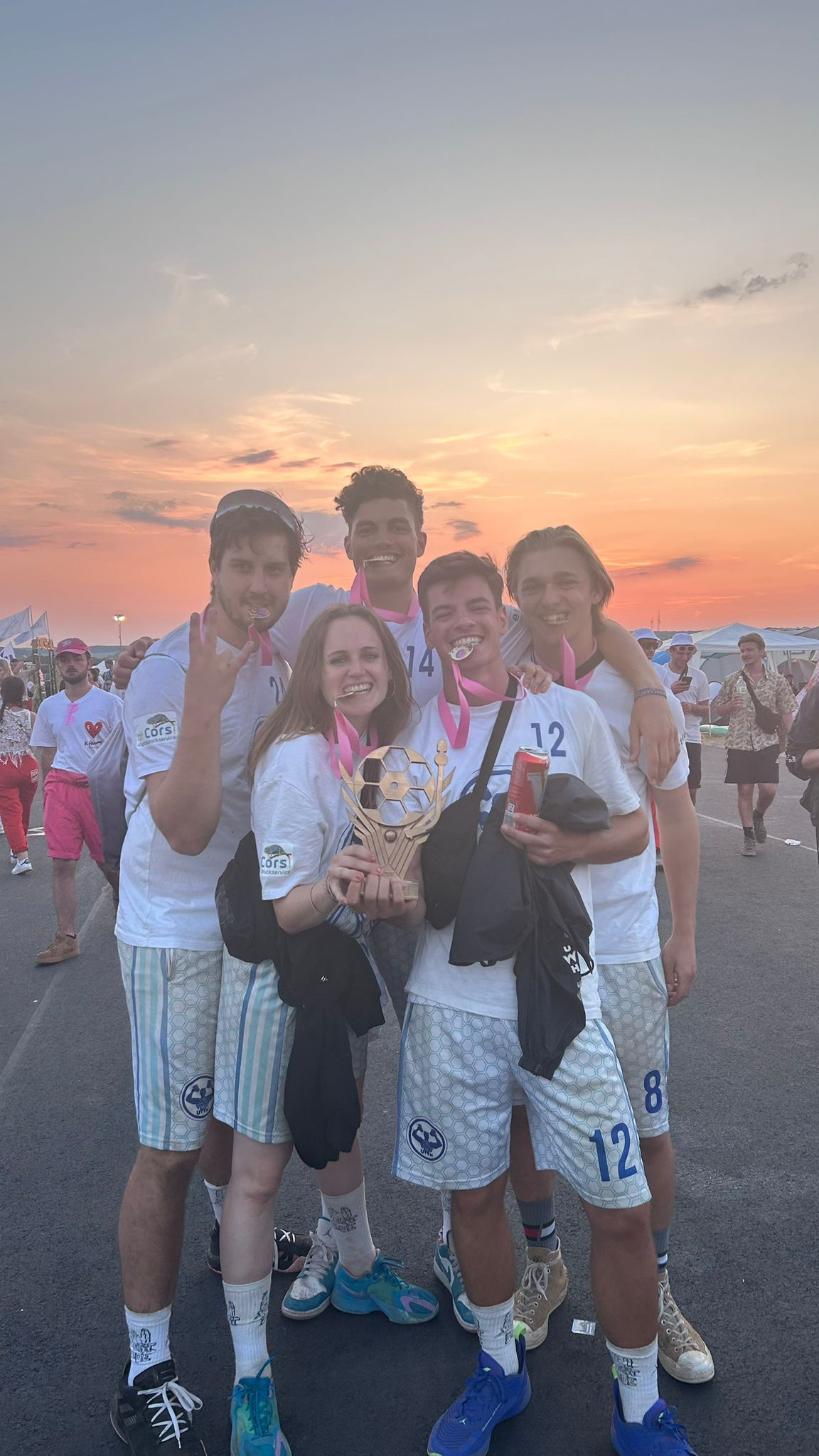
V. l. n. r: Alexander Tecklenborg, Hannah Jahn, Luis Omidi, Luca Herman, Cajus Grau (es fehlt Amelie Storz)